# 농중조
농중조(籠中鳥)는 1926년 제작된 한국의 무성 영화이다. 흑백 35mm 필름으로 제작되었으며, 감독은 이규설(李圭卨), 주연은 이규설·복혜숙·나운규 등이다. 흥행에 성공하였으며, 복혜숙의 데뷔작이다. 당시 최남선·이광수 등이 주장하던 자유연애론이 영화 내에서 피력되었다.

## 내용
한쌍의 사랑하는 연인들이 있다. 그러나 '남녀 칠세 부동석'이란 뿌리깊은 유교 사상이 지배하던 시대였던 만큼, 그들은 새장 속에 갇힌 새들의 신세가 되어 버린다. 남자가 여자를 끈덕지게 불러내려고 노력하고 여자도 끝내는 그 남자를 따라가 사랑의 문을 두드리게 된다.

## 출연

### 주연
- 복혜숙
- 노갑룡
- 이규설
- 나운규